# Будинок І. М. Самойловича
Будинок І. М. Самойловича — пам'ятка архітектури місцевого значення в Ніжині.

## Історія
Спочатку було внесено до «списку нововиявлених пам'яток архітектури» під назвою «Житловий будинок Самойловича».
Наказом Міністерства культури і туризму від 21.12.2012 № 1566 надано статус «пам'ятник архітектури місцевого значення» з охоронним № 10020-Чр під назвою «Будинок І. М. Самойловича». Встановлено інформаційну дошку.

## Опис
Будинок збудований на початку ХІХ століття на Грецькій вулиці.
Двоповерховий, кам'яний, прямокутний у плані з ризалітом зі східного боку, увінчаним трикутним фронтоном, де у тимпані вікно-світло. Фасад розчленовує міжповерховий карниз, а кожен поверх — пілястри, між якими ніші з вікнами та декоративні, вінчає фасад карниз.